# Bodegraven-Reeuwijk
Bodegraven è un comune olandese di 32.199 abitanti situato nella provincia dell'Olanda Meridionale. È stato istituito il 1º gennaio 2011 dalla fusione di Bodegraven e Reeuwijk.